# Urayasu
Urayasu (浦安市; -shi) é uma cidade japonesa localizada na parte ocidental da província de Chiba, junto à fronteira com Tóquio. É conhecida por albergar o parque de diversões da Disney de Tóquio.

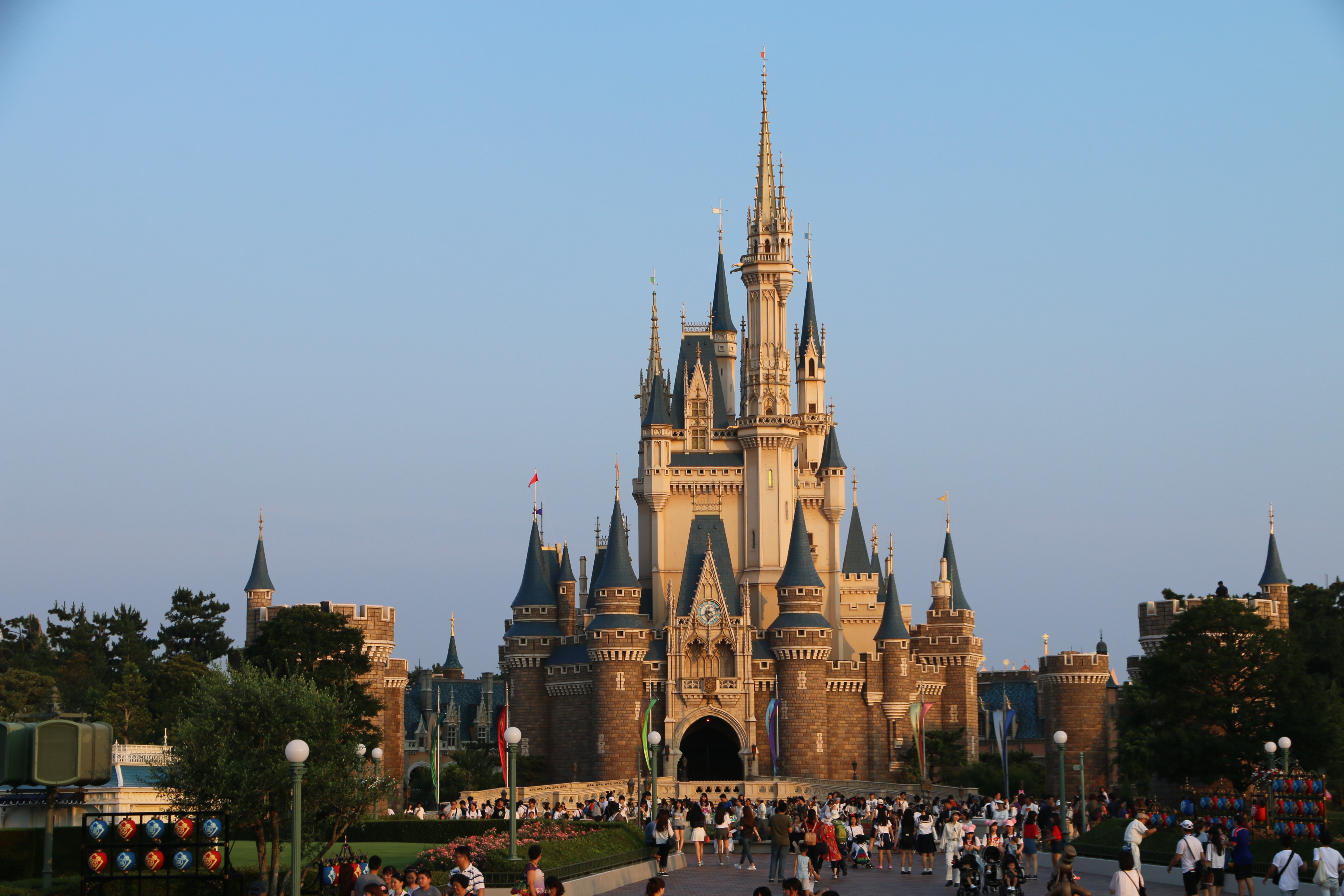
Tokyo Disney Resort

Em 2003 a cidade tinha uma população estimada em 145 239 habitantes e uma densidade populacional de 8 400,17 h/km². Tem uma área total de 17,29 km².
Recebeu o estatuto de cidade a 1 de Abril de 1981.
A cidade é constituída por duas partes distintas. A original, uma antiga aldeia de pescadores, e um espaço novo, nascido de um aterro onde se situa o parque da Disney, e que se chama "Shin-Urayasu" (Nova-Urayasu). A nova secção tem um cariz marcadamente "Americano" no seu planeamento e estética visual. É caracterizada por um mapa reticulado (em grelha), de estradas largas, passeios espaçosos, palmeiras e alguns parques. Os edifícios, contudo, são tipicamente asiáticos. São apartamentos altos, modernos, com vista para a Baía de Tóquio. A cidade é uma das mais procuradas de toda a zona metropolitana de que faz parte.